# Seznam zápasů rakouské fotbalové reprezentace na Mistrovství Evropy
Rakouská fotbalová reprezentace byla celkem 4x na mistrovstvích Evropy ve fotbale a to v roce 2008, 2016, 2021, 2024.
- Aktualizace po ME 2024 - Počet utkání - 14 - Vítězství - 4x - Remízy - 2x - Prohry - 8x

| Číslo | Soupeř            | Výsledek | ME      | Fáze turnaje       | Góly Rakouska                                                      |
| ----- | ----------------- | -------- | ------- | ------------------ | ------------------------------------------------------------------ |
| 1.    | Chorvatsko        | 0 – 1    | ME 2008 | základní skupina B | Ne                                                                 |
| 2.    | Polsko            | 1 – 1    | ME 2008 | základní skupina B | Ivica Vastić (penalta)                                             |
| 3.    | Německo           | 0 – 1    | ME 2008 | základní skupina B | Ne                                                                 |
| 4.    | Maďarsko          | 0 – 2    | ME 2016 | základní skupina F | Ne                                                                 |
| 5.    | Portugalsko       | 0 – 0    | ME 2016 | základní skupina F | Ne                                                                 |
| 6.    | Island            | 1 – 2    | ME 2016 | základní skupina F | Alessandro Schöpf                                                  |
| 7.    | Severní Makedonie | 3 – 1    | ME 2021 | základní skupina C | Stefan Lainer, Aleksandar Dragović, Marko Arnautović               |
| 8.    | Nizozemsko        | 0 – 2    | ME 2021 | základní skupina C | Ne                                                                 |
| 9.    | Ukrajina          | 1 – 0    | ME 2021 | základní skupina C | Christoph Baumgartner                                              |
| 10.   | Itálie            | 1 – 2    | ME 2021 | osmifinále         | Saša Kalajdžić                                                     |
| 11.   | Francie           | 0 – 1    | ME 2024 | základní skupina D | Ne                                                                 |
| 12.   | Polsko            | 3 – 1    | ME 2024 | základní skupina D | Gernot Trauner, Christoph Baumgartner, Marko Arnautović            |
| 13.   | Nizozemsko        | 3 – 2    | ME 2024 | základní skupina D | Donyell Malen (vlastní branka NED), Romano Schmid, Marcel Sabitzer |
| 14.   | Turecko           | 1 – 2    | ME 2024 | osmifinále         | Michael Gregoritsch                                                |